# ジョージ・ダラス
ジョージ・ミフリン・ダラス（George Mifflin Dallas, 1792年7月10日 - 1864年12月31日）は、アメリカ合衆国の政治家。ペンシルベニア州選出上院議員およびジェームズ・ポーク大統領の下の第11代副大統領。

## 人物
ダラスはジェームズ・マディソン政権下の財務長官アレクサンダー・ダラスの息子としてフィラデルフィアで生まれ、1810年にニュージャージー大学(今のプリンストン大学)を卒業した。彼は1813年に法曹界入りし、ロシア担当大臣アルバート・ギャラティンの秘書官を務めた。1814年にニューヨークで法律業務を行う。彼は1816年から1817年まで第二アメリカ銀行の代理人であった。彼はフィラデルフィアへ戻り1817年に司法副長官に任命された。その後1828年10月21日から1829年4月15日までフィラデルフィア市長を務める。1829年から1831年までペンシルベニア東部地区の地方検事に就任。その後上院議員アイザック・D・バーナードの辞職によって生じた空席を満たすために彼は民主党から選出され、1831年12月13日から1833年3月3日まで同職を務め、続く再選には候補指名を断わった。彼は海軍事務委員会の議長であった。
その後ダラスは法律業務を再開し、1833年から1835年までペンシルベニア州司法長官を務めた。彼はマーティン・ヴァン・ビューレン大統領によって1837年から特命ロシア担当大臣および全権代表（駐露公使）を任命され、1839年に辞任した。1844年の大統領選挙に民主党の大統領候補ジェームズ・ポークの副大統領候補として当選し、1845年3月4日から1849年3月3日まで同職を務めた。
その後ダラスは1856年からフランクリン・ピアース大統領によって特命イギリス担当大臣および全権代表（駐英公使）を任命され、1861年にフィラデルフィアへ戻るまで同職を務めた。彼はフィラデルフィアで死去し、サンピエトロ大聖堂境内で埋葬された。テキサス州ダラスおよび同名の地は彼にちなんで命名される。
ダラスはロードアイランド州の上院議員クレイボーン・ペルの大大大伯父である。さらに彼は物理学者アレグサンダー・ダラス・バッシュの伯父である。